# Lincoln Motorsport
Lincoln Motorsport, es una escudería de automovilismo de velocidad con sede en Lincoln, Provincia de Buenos Aires, Argentina. Fue fundada en el año 2021, sobre la base del extinto equipo Lincoln Sport Group, a partir de una cooperativa de trabajo formada por ex-mecánicos de la citada escudería.
Este equipo se fundó por decisión del grupo humano encabezado por Andrés Ramuzzi, Mario Pereyra y Pedro Islas, contando con las incorporaciones de Fabián Colombini e Iván Peko en la dirección técnica. La dirección general del equipo, está a cargo del propio Ramuzzi.
En su primera intervención en el automovilismo argentino, el equipo hizo su presentación en las dos últimas competencias del campeonato 2020 de Top Race, en enero y febrero de 2021.

## Historia

### Preludio
Tras haber anunciado su alejamiento del Turismo Carretera una vez finalizada la temporada 2014, el escribano y empresario automotor de Lincoln Hugo Cuervo, anunció la búsqueda de nuevos horizontes para su escudería Lincoln Sport Group, con el fin de continuar su actividad dentro del ámbito del deporte motor argentino. De esta forma, a fines de 2014 anunció su ingreso a la categoría Súper TC 2000, donde se presentó poniendo en pista dos unidades Ford Focus III bajo las conducciones de los pilotos Mariano Werner y Manuel Mallo. El equipo se había presentado a disputar el campeonato 2015 de dicha categoría, generando gran expectativa con relación a su desempeño, principalmente por sus antecedentes en el TC y por la inclusión del experimentado Werner en sus filas, sin embargo dos situaciones polémicas y fortuitas como la exclusión de Werner luego de su triunfo en pista en el Gran Premio de Rafaela, quinta fecha del año, y la posterior salida de Mallo del equipo tras los  200 km de La Pampa, hicieron a Cuervo replantearse las cosas de cara a la temporada siguiente, a la vez de volver los cuestionamientos hacia su equipo por sus reincidencias en exclusiones por cuestiones técnicas. La situación fue tal que al finalizar la temporada, el equipo se encontró sin pilotos para encarar el próximo año.

### Ingreso del LSG al Top Race y retiro de Cuervo
Tras el polémico cierre del campeonato 2015 del Súper TC 2000, donde además de la exclusión de Werner del que pudo haber sido el primer triunfo del LSG en la categoría, se tuvo que lidiar con el recorte presupuestario que supuso la salida de Manuel Mallo, el panorama del equipo era incierto a tal punto que había quedado sin pilotos, a pesar de tener intenciones de ampliar su participación hacia otras categorías, y sin una propuesta firme que ayude en lo presupuestario.
A pesar de esta situación, Cuervo encontró rápidamente apoyo para llevar a cabo su proyecto, al manifestar el piloto Néstor Girolami sus intenciones de participar en el campeonato 2016 de Top Race, facilitando además el debut del equipo LSG dentro de dicha categoría.
Esta alternativa, sumada a las promesas de la dirigencia de Top Race de facilitar económicamente el acceso de la escudería y la falta de apoyo para el proyecto del Súper TC 2000, fueron las causas que terminaron definiendo el debut del Lincoln Sport Group en el TRV6, con un equipo conformado por Girolami y Camilo Echevarría.
El prominente cierre de la temporada 2016, con Girolami peleando el campeonato y la posterior contratación de Ricardo Risatti III, animó a Cuervo a continuar una temporada más, por lo que para el campeonato 2017 el equipo subió la apuesta con importantes refuerzos. A la confirmación de Risatti, se le sumaron las contrataciones de Bernardo Llaver y Mauro Giallombardo para suplir las salidas de Girolami y Echevarría. Sin embargo, no todas fueron buenas noticias, ya que durante el transcurso del año se produjeron el alejamiento de Llaver, por motivos presupuestarios, y el trágico accidente que truncó la carrera deportiva de Giallombardo. Para suplirlos, el equipo convocó a Martín Moggia y Diego Ciantini para acompañar a Risatti. Estas cuestiones, junto a otras de índole económico fueron el cóctel que provocó la salida de Cuervo de la dirección del equipo, aunque sin hacer anuncios oficiales. Esta alternativa, provocó la creación de una cooperativa de trabajo conformada por mecánicos, quienes asumieron la conducción del equipo.

### Ocaso definitivo del LSG
Tras la salida de Hugo Cuervo de la dirección del Lincoln Sport Group, en septiembre de  2017 se creó una cooperativa de trabajo por parte de los mecánicos del equipo, con el fin de mantener activa a la escudería y continuar con su participación en la Top Race. Al frente de la misma se pusieron Andrés Ramuzzi, Pedro Islas, Mario Pereyra, Carlos Porcel y Sergio Ferrero, con Ramuzzi como nuevo director. La nueva cúpula del LSG intentó luchar por continuar compitiendo, debiendo enfrentar situaciones comprometidas como la falta de presupuesto y el incumplimiento de una serie de pagos a los equipos por parte de la dirigencia de Top Race, encabezada por Alejandro Urtubey. A pesar de ello, el equipo contaba con respaldo suficiente como para que pilotos reconocidos expresen su apoyo y deseos de competir en la estructura. De esta forma, Néstor Girolami fue el primero en manifestarse para incorporarse de cara a 2018. A su presencia se le terminó sumando la de Diego Ciantini, quien confirmó su continuidad dentro de la estructura. En su primera intervención con la nueva administración, el LSG desarrolló un torneo con grandes resultados, terminando Girolami en la tercera posición del campeonato, pero siendo el máximo ganador de la temporada con 5 triunfos.
Lamentablemente, y a pesar de los resultados obtenidos en 2018, el panorama no mejoró para la temporada siguiente en la cual se habían acordado las incorporaciones de Gabriel Ponce de León y Ianina Zanazzi. El equipo apenas pudo disputar la primera fecha del año, dejando a sus pilotos en libertad de acción tras la misma. La situación empeoró con el paso de los días, hasta que finalmente llegó la decisión final de cerrar las puertas del equipo, finalizando de esa forma la historia del Lincoln Sport Group.

### Creación del Lincoln Motorsport
Tras la decisión de cerrar el taller del Lincoln Sport Group (provocando la desaparición de esta escuadra), el grupo humano que estaba al frente del mismo buscó alternativas para poder continuar con la fuente laboral, aunque ya sin relacionarse con el deporte motor. Sin embargo, la oportunidad de regresar a las pistas se dio a colación del recambio de autoridades de la categoría Top Race y la consecuente asunción de Alejandro Levy como presidente. En efecto, el objetivo de Levy al inicio de su gestión, fue el de tratar de levantar la imagen de una categoría que había decaído en convocatoria en los últimos años de la gestión de Urtubey, pero también hizo énfasis en retomar el diálogo con los equipos que participaban y otros que lo hacían, para volver a fortalecerlos para la competencia. En ese ámbito ingresó el grupo de trabajo encabezado por Andrés Ramuzzi, quienes tras ponerse en  contacto con Levy comenzaron el proceso de refundación de la escudería. De esta forma, a comienzos del año 2021, fue presentado en sociedad el Lincoln Motorsport, equipo formado a partir de una cooperativa de operarios del ex-Lincoln Sport Group. En su primera temporada, el equipo se presenta con los pilotos José Manuel Sapag y Marcelo Ciarrocchi, mientras que a mitad de temporada, concreta la incorporación de Gabriel Furlán como director técnico.